# جاك إي. ليونارد
جاك إي. ليونارد (بالإنجليزية: Jack E. Leonard)‏ هو ممثل أمريكي، ولد في 24 أبريل 1910 بشيكاغو في الولايات المتحدة، وتوفي في 10 مايو 1973 بنيويورك في الولايات المتحدة.

## وصلات خارجية
- جاك إي. ليونارد على موقع IMDb (الإنجليزية)
- جاك إي. ليونارد على موقع ميوزك برينز (الإنجليزية)
- جاك إي. ليونارد على موقع أول موفي (الإنجليزية)
- جاك إي. ليونارد على موقع قاعدة بيانات الأفلام السويدية (السويدية)
- جاك إي. ليونارد على موقع ديسكوغز (الإنجليزية)
- جاك إي. ليونارد على موقع قاعدة بيانات الفيلم (الإنجليزية)
- جاك إي. ليونارد على موقع كينوبويسك (الروسية)